# تام و جری: در جستجوی جاسوس
تام و جری: در جستجوی جاسوس یکی از سری فیلم‌های انیمیشن تام و جری است که توسط شرکت برادران وارنر انیمیشن به کارگردانی سپیکه برندت و تونی کرون در ۹ ژوئن ۲۰۱۵ با انتشار رسید.